# ブオンドン県

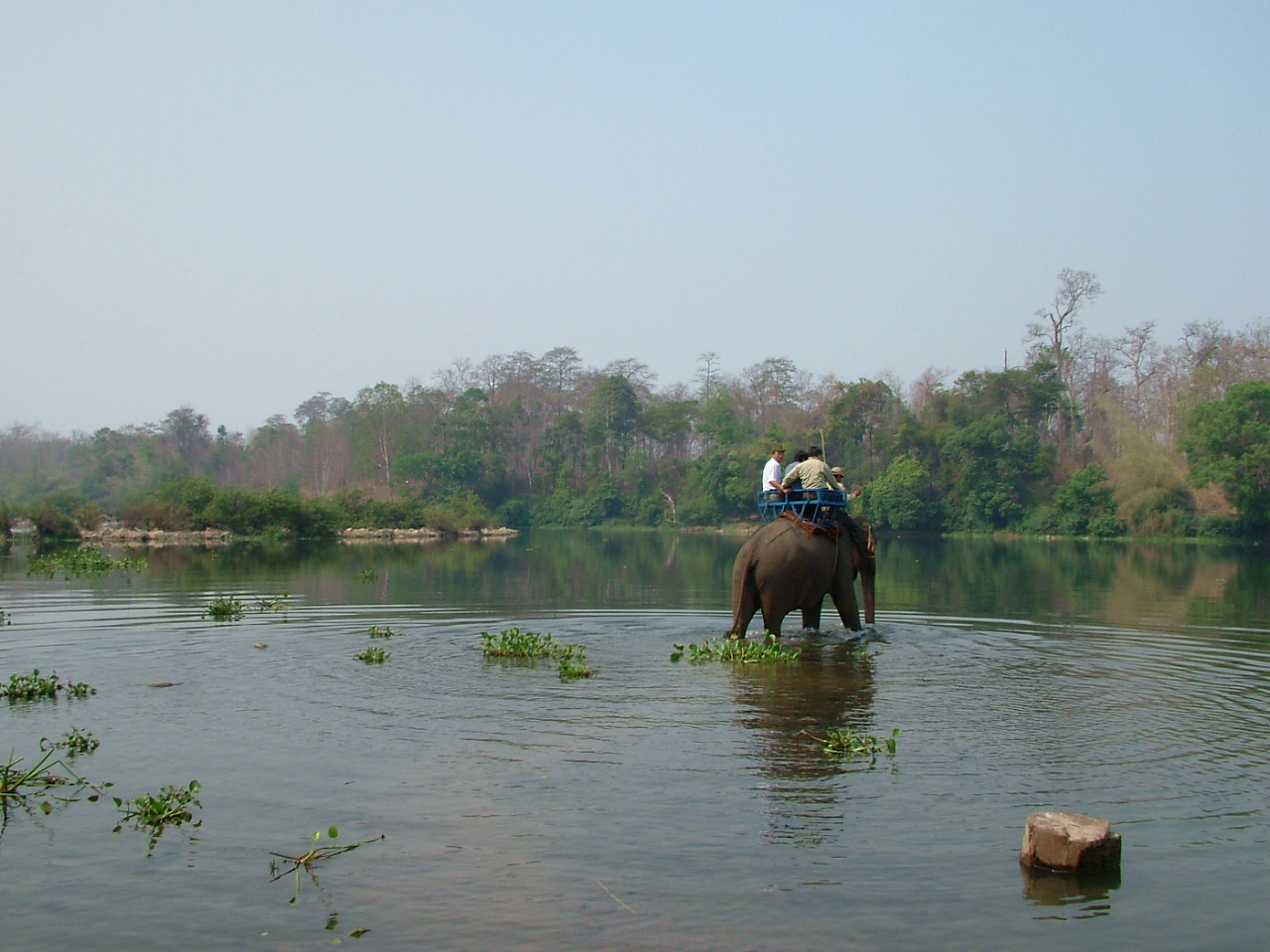
スレポック川

ブオンドン県（ブオンドンけん、ベトナム語：Huyện Buôn Đôn?）は、ベトナム社会主義共和国ダクラク省の県。面積は1,412.5 km²、人口は70,650人（2019年）である。

## 行政区画
7社から構成される。